# Anna Grobecker

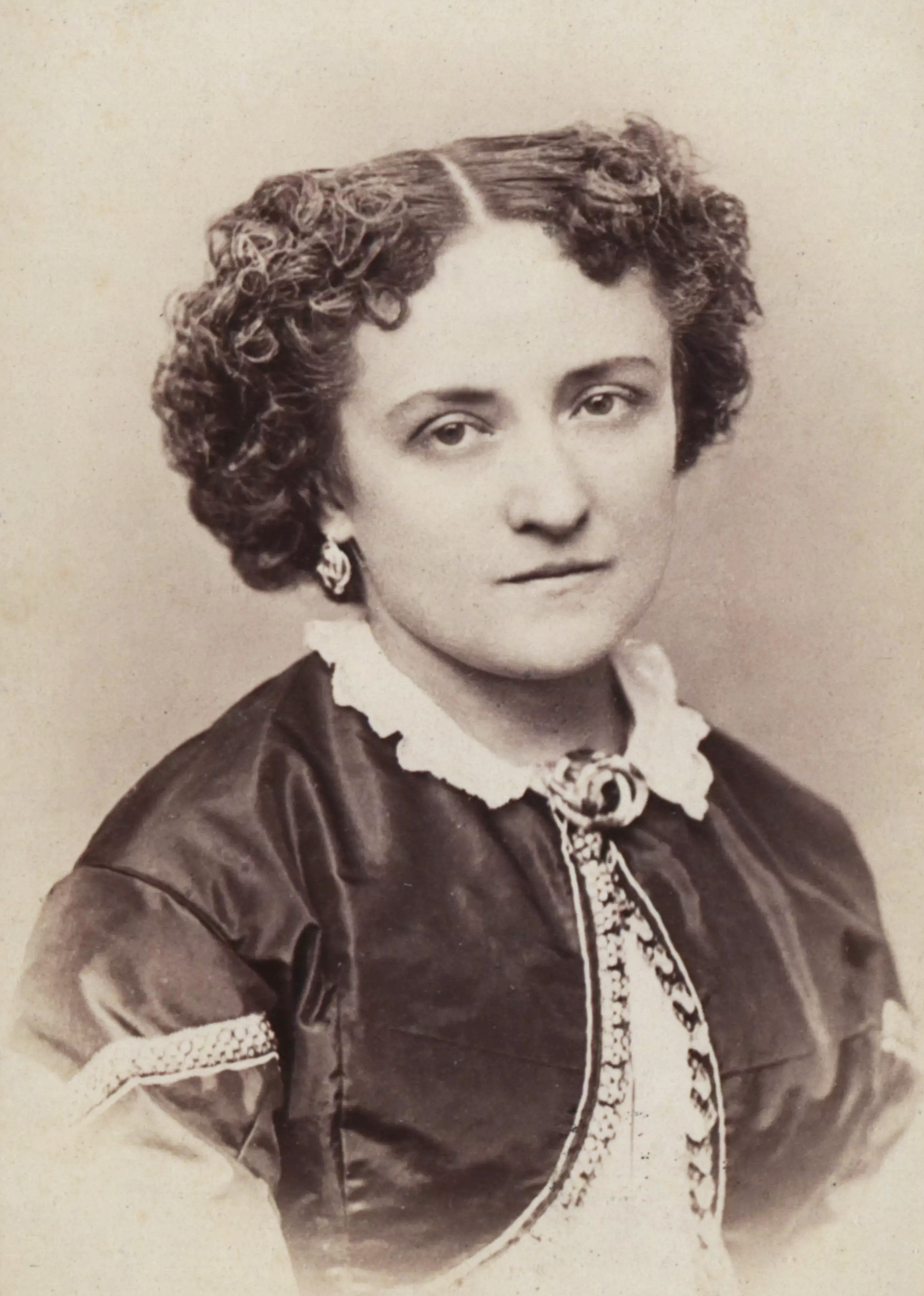
Anna Grobecker, Fotografie um 1865

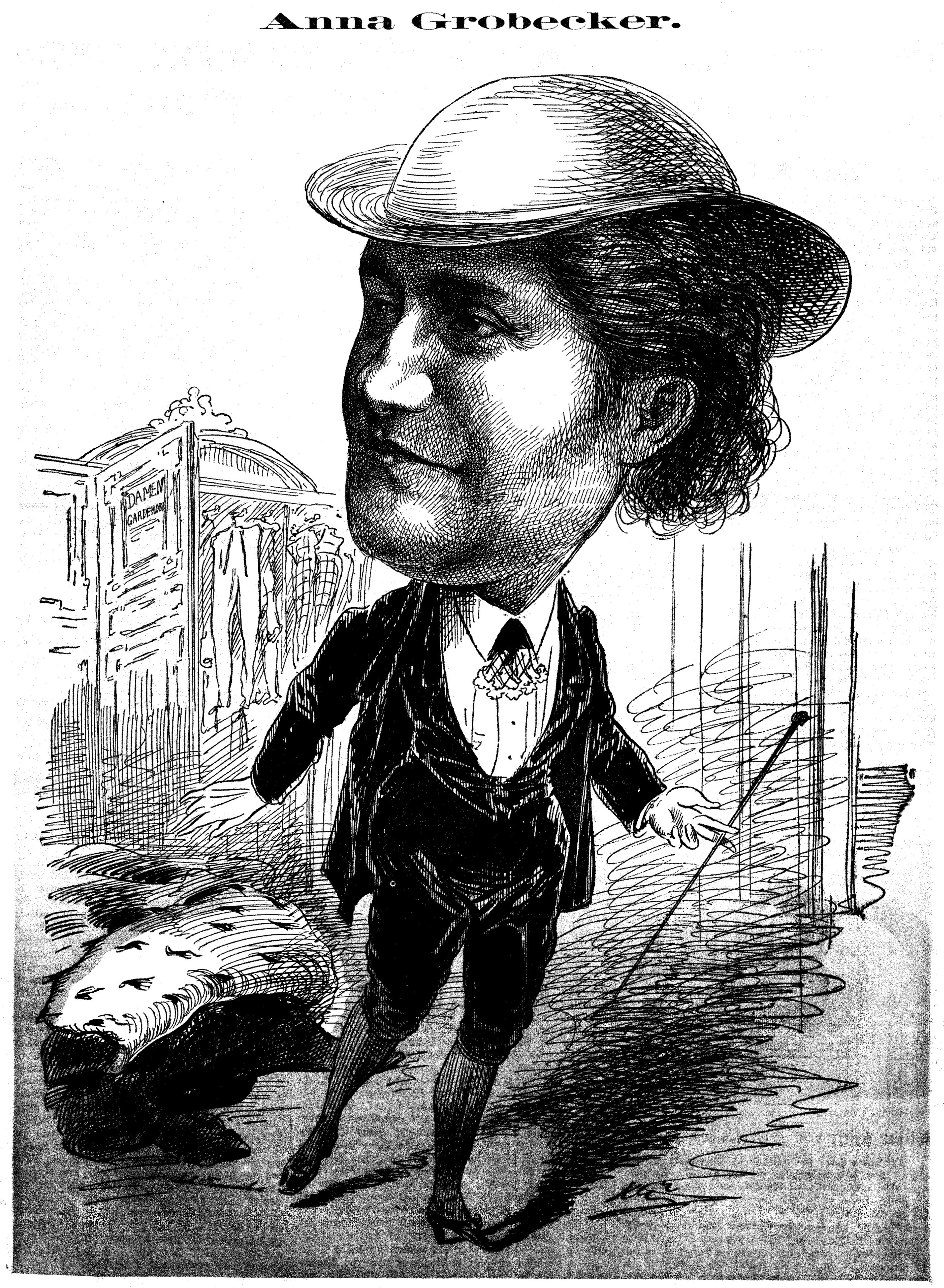
Anna Grobecker auf einer Karikatur von Karl Klietsch, 1869.

Anna Grobecker (* 27. Juli 1827 in Breslau als Anna Mejo; † 27. September 1908 in Althofen) war eine deutsche Opern- und Operettensängerin (Mezzosopran).

## Leben
Anna Grobecker, Tochter der Opernsänger Franz Mejo (1798–1854) und der Rosa Mejo-Straub (1798–1860), war eines von sieben Kindern dieser Ehe, die allesamt die Bühnenlaufbahn einschlugen, darunter auch die Opernsängerin Jenny Mejo (1841–1906).
Grobecker wurde von ihren Eltern für die Bühnenlaufbahn bestimmt und trat schon als Kind im Rattenfänger von Hameln in ihrer Heimatstadt auf. Sie nahm Unterricht bei Hofschauspieler Carl Herbold (1822–1885) und ihrer Mutter.

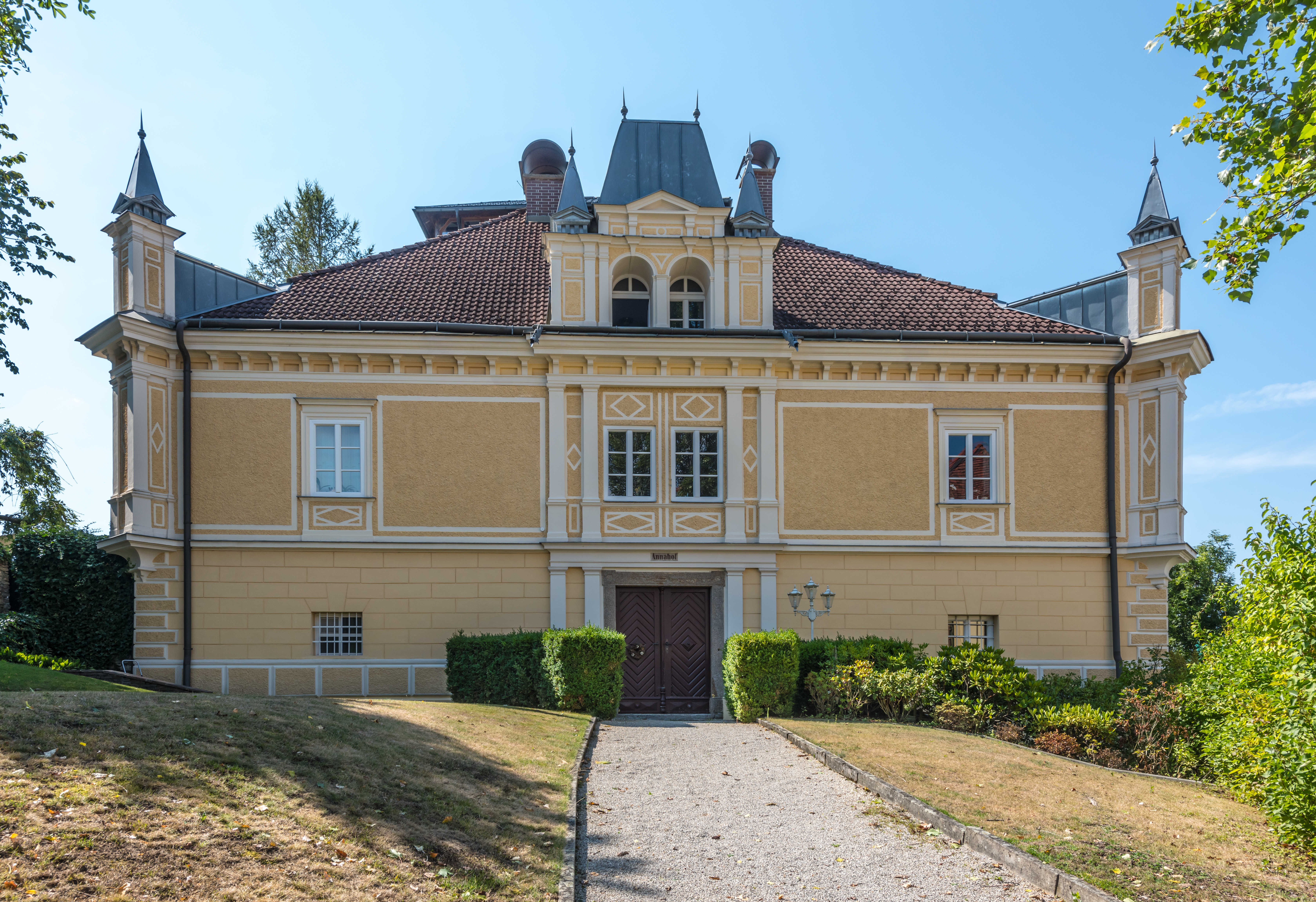
Der Annahof, den Grobecker bewohnt hat und in dem sie verstorben ist.

Sie debütierte 1846 in Magdeburg als „Philippine“ in Vor 100 Jahren. 1848 spielte sie in Leipzig und zwischen 1850 und 1858 in Berlin. 1858 wurde sie während eines Gastspiels in Budapest von Johann Nestroy angesprochen, der sie in Wien am Carltheater haben wollte. Anna Grobecker spielte zunächst am Treumann-Theater, dann von 1862 bis 1871 am Carltheater. Nach ihrem Rückzug von der Bühne zog sie nach Althofen in Kärnten, wo sie ein Haus, den heutigen Annahof (Grobeckerplatz 1), erwarb. Sie gründete hier 1882 einen Verschönerungsverein und ließ um 1900 den Gnomenbrunnen auf dem Salzburger Platz errichten.

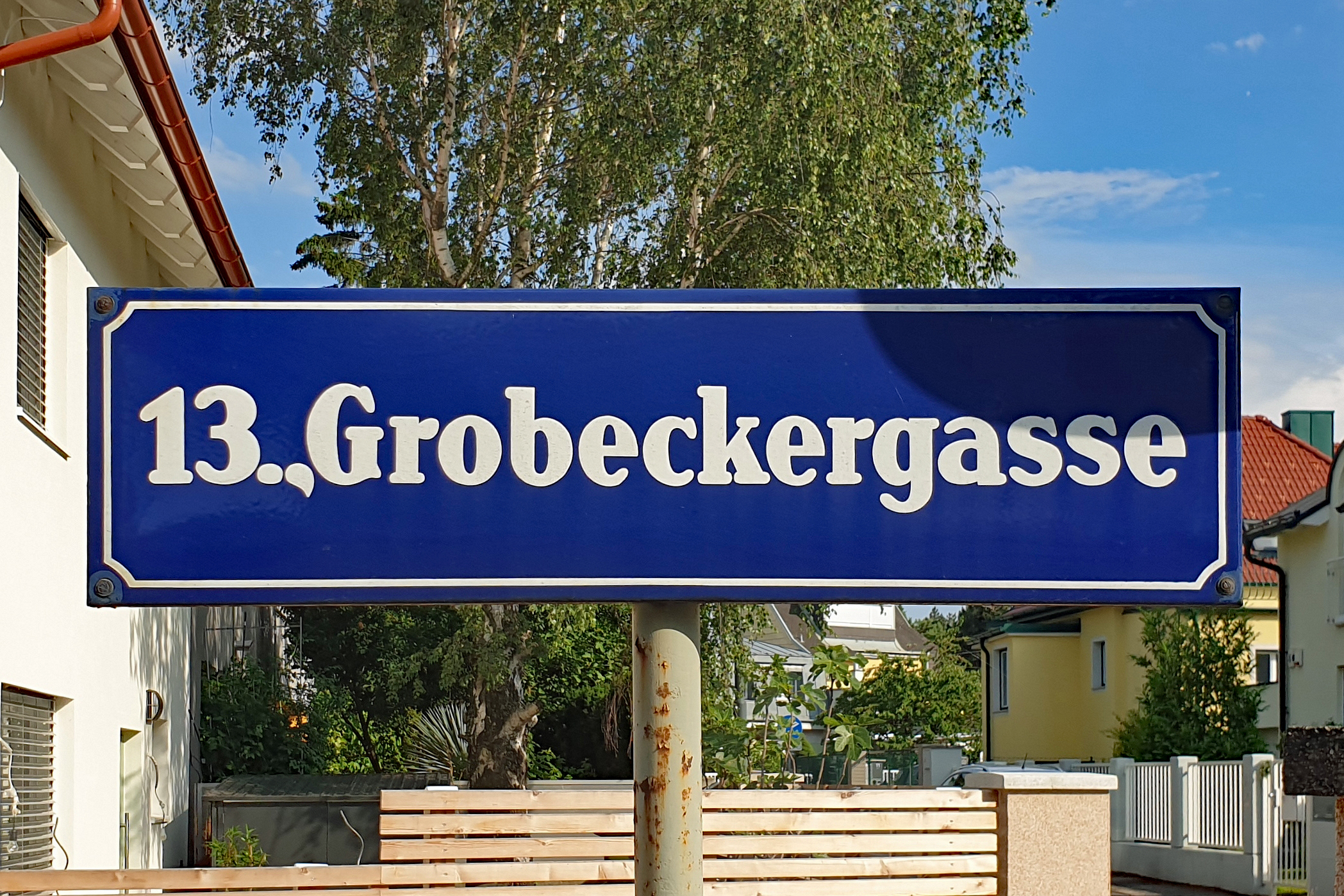
Straßenschild Grobeckergasse

Anna Grobecker war zu ihren Lebzeiten eine sehr populäre Komödiantin und Operettensängerin, die vor allem für ihre Hosenrollen bekannt war. In Althofen erinnern der Annasteig, der Annaturm und der Annahof an die Künstlerin, in Wien wurde 1955 die Grobeckergasse in Wien-Hietzing nach ihr benannt.
Sie war ab 1856 einige Jahre mit dem deutschen Schauspieler Philipp Grobecker (1815–1883) verheiratet, eine zweite Ehe mit einem Herzog della Rocca soll wegen dessen frühen Todes nicht zustande gekommen sein.